# Funicular del Tibidabo
| Funicular del Tibidabo, Talstation                                                                          |       |                         |                         |
| |       |                         |                         |
| \| \| 0,000 \| Plaça del Doctor Andreu \| Plaça del Doctor Andreu \| \| \| 1,130 \| Tibidabo \| Tibidabo \| |       |                         |                         |
| U-Bahn-Kopfbahnhof Streckenanfang                                                                           | 0,000 | Plaça del Doctor Andreu | Plaça del Doctor Andreu |
| U-Bahn-Kopfbahnhof Streckenende                                                                             | 1,130 | Tibidabo                | Tibidabo                |

Funicular de Tibidabo ist eine Standseilbahn in der Stadt Barcelona, Katalonien, Spanien. Die Strecke verbindet die Station Plaça del Doctor Andreu (gleichzeitig Endstation der historischen Straßenbahn Tramvia Blau) mit dem Vergnügungspark und der Kirche auf dem Tibidabo und bietet dort Anschluss an örtliche Buslinien, u. a. zum Fernsehturm und zum Funicular de Vallvidrera. Die Standseilbahn ist nicht in das Tarifsystem der Metro Barcelona eingebunden, aber auf den Metro-Plänen eingezeichnet.
Der Betrieb der Bahn wurde 2019 eingestellt um einen Neubau realisieren zu können. Die für das Jahr 2020 geplante Eröffnung musste auf 2021 verschoben werden. Die neue Bahn ermöglicht mit größeren Wagen und einer höheren Fahrgeschwindigkeit eine größere Beförderungskapazität.
Einige technische Daten zur Standseilbahn:
- Konstruktion: Macosa
- Eröffnungsdatum: 29. Januar 1901 (Umbau 1922 & 1958)
- Länge: 1.130 Meter
- Höhenunterschied: 275 Meter
- Maximale Steigung: 25,7 %
- Züge: 2
- Beförderungskapazität: 113 Passagiere pro Zug / 1.356 Personen pro Stunde
- Bauart: einspurig mit Ausweichstelle
- Höchstgeschwindigkeit: 4,1 m/s
- Spurweite: 1000 mm
- Antrieb: elektrisch

Neben dieser Standseilbahn gibt es noch zwei weitere in Barcelona: Die Funicular de Montjuïc und die Funicular de Vallvidrera.